# داميان مكوسكر
داميان مكوسكر (بالإنجليزية: Damien McCusker)‏ هو لاعب كرة قدم ولاعب كرة القدم الغالية بريطاني في مركز حراسة المرمى، ولد في 21 أكتوبر 1966 في مقاطعة لندنديري في المملكة المتحدة. لعب مع Ballyclare Comrades F.C. ‏.